# Indirana salelkari
Espèce
Indirana salelkari est une espèce d'amphibiens de la famille des Ranixalidae.

## Répartition
Cette espèce est endémique du Sud de l’État de Goa en Inde.

## Description
Les 4 spécimens adultes mâles observés lors de la description originale mesurent entre 24,7 mm et 27,7 mm de longueur standard et les 4 spécimens adultes femelles observés lors de la description originale mesurent entre 30,0 mm et 30,9 mm de longueur standard.

## Étymologie
Cette espèce est nommée en l'honneur de Prakash Salelkar.

## Publication originale
- Modak, Dahanukar, Gosavi & Padhye, 2015 : Indirana salelkari, a new species of leaping frog (Anura: Ranixalidae) from Western Ghats of Goa, India. Journal of Threatened Taxa, vol. 7, p. 7493–7509.